# Kesu (Lääne-Nigula)
Koordinaten: 58° 53′ N, 23° 42′ O
Kesu (deutsch Kesso) ist ein Dorf (estnisch küla) in der Landgemeinde Lääne-Nigula (bis 2017: Landgemeinde Martna) im Kreis Lääne in Estland.

## Einwohnerschaft und Lage
Der Ort hat heute nur noch drei Einwohner (Stand 31. Dezember 2011). Er liegt 12 Kilometer südöstlich der Landkreishauptstadt Haapsalu.